# Dries Claeys
Andreas Claeys, genaamd Dries Claeys (Oostende, 8 april 1915 - 29 maart 2002) was een Belgisch volksvertegenwoordiger.

## Levensloop
Dries Claeys werd geboren in de volkse Vuurtorenwijk in Oostende. Hij studeerde tot in 1931 werktuigkunde aan het Vrij Technisch Instituut van Oostende. 
Hij werd in 1928 actief lid van de KAJ. Van 1931 tot 1936 was hij gewestleider voor de KAJ-afdeling van het arrondissement Oostende. Hij was ook lid van de Oostendse Vlaams-Nationale Jeugdkring, onder leiding van Ferdinand Vercnocke. In 1936 werd hij vrijgestelde bij het nationaal bestuur van de KAJ. In deze functie hield hij zich onder meer bezig met de soldatendienst, de werklozendienst, het leidersblad en het strijdblad. Tijdens de Duitse bezetting in de Tweede Wereldoorlog was hij als ambtenaar werkzaam bij de Nationale Landbouw- en Voedingscorporatie. In 1941 trouwde hij met Clotide Van Canneyt en ze kregen vijf kinderen. 
Na de oorlog lag hij mee aan de basis van de CVP-afdeling van Oostende en werd hij provinciaal ondervoorzitter van de CVP-afdeling van West-Vlaanderen. Ook was hij van 1944 tot 1946 gewestelijk secretaris van de ACV-afdeling van het arrondissement Veurne-Diksmuide-Oostende en van 1946 tot 1958 provinciaal secretaris van de Centrale van Metaalbewerkers. Ook was hij van 1944 tot 1959 secretaris en van 1959 tot 1982 voorzitter van de ACW-afdeling van het arrondissement Veurne-Diksmuide-Oostende. In de sociale huisvestingsmaatschappij Onze Landelijke Woning (later Eigen Haard is Goud Waard, nog later Woon Wel) was hij eveneens 34 jaar bestuurder en 16 jaar voorzitter. Bovendien was hij medestichter en voorzitter van de VLEM, de koepel van de sociale huisvestingsmaatschappijen voor eigendomsverwerving, en lid en voorzitter van de kerkfabriek van de Heilig Hartkerk in Oostende.
In 1958 werd hij voor de CVP verkozen tot lid van de Kamer van volksvertegenwoordigers voor het arrondissement Oostende-Veurne-Diksmuide, een mandaat dat hij tot in 1980 vervulde. In de periode december 1971-mei 1980 had hij als gevolg van het toen bestaande dubbelmandaat ook zitting in de Cultuurraad voor de Nederlandse Cultuurgemeenschap, die op 7 december 1971 werd geïnstalleerd en de verre voorloper is van het Vlaams Parlement. In de Kamer zette Claeys zich onder meer in voor de ontwikkeling van een regionale economische politiek om op die manier de werkgelegenheid in West-Vlaanderen en Vlaanderen te bevorderen. Hij was tevens lid van het bureau van de Gewestelijke Economische Raad van Vlaanderen. In 1972 diende hij in de Nederlandse Cultuurraad een voorstel tot decreet in tot vernederlandsing van het bedrijfsleven. 
Hij werd ook gemeenteraadslid van Oostende, van 1965 tot 1982. In 1979 liet Claeys bij Koninklijk Besluit zijn voornaam wijzigen in 'Dries'.
Sinds 2006 is er in Oostende een Dries Claeysstraat.

## Publicaties
- Industrialisatie! Waar en Wanneer..., 1954.
- De vermindering van de arbeidsduur, 1955.